# Nanos rubrosignatus
Nanos rubrosignatus är en skalbaggsart som beskrevs av Lebis 1953. Nanos rubrosignatus ingår i släktet Nanos och familjen bladhorningar. Inga underarter finns listade i Catalogue of Life.